# Отторіно Респігі
Отторі́но Респі́гі (італ. Ottorino Respighi; 9 липня 1879, Болонья — 18 квітня 1936, Рим) — італійський композитор, творчість якого еволюціонувала від імпресіонізму до неокласицизму.

## Біографія
Народився в Болоньї. Син вчителя фортепіано, отримав перші уроки музики у свого батька. З 1891 року навчався у Болонському музичному ліцеї у Федеріко Сарті (скрипка і альт) і Джузеппе Мартуччі (композиція), займався також під керівництвом музикознавця Луїджі Торч, від якого успадкував інтерес до італійської музиці XVI–XVIII століть. У 1899 році отримав диплом інструменталіста і вирушив до Росії, де грав у оркестрі Маріїнського театру, виконуючи італійський репертуар, а також протягом п'яти місяців вивчав композицію у Санкт-Петербурзькій консерваторії у Миколи Римського-Корсакова. Потім деякий час працював в Москві, надалі повернувся до Болоньї, де отримав диплом з композиції. Працював акомпаніатором у вокальній школі Етелькі Герстер, грав на альті в фортепіанному квінтеті під керівництвом Бруно Муджелліні. Деякий час концертував також у Німеччині, одночасно беручи уроки композиції у Ферруччо Бузоні і Макса Бруха. Потім повністю присвятив себе композиції. З 1913 року викладав в римській Національній консерваторії Санта-Чечілія, в 1923–1926 роках — її директор. Помер композитор у Римі.

## Творчість
Творчість О. Респіґі багатоманітна за жанрами і охоплює:
Сценічна музика
- 9 опер та 5 балетів,

Симфонічна музика
- Симфонічні варіації
- Sinfonia Drammatica
- симфонічні поеми «Фонтани Рима», «Пінії Рима» та «Римський фестиваль»,
- Увертюри, сюїти
- 4 твори для фортепіано з оркестром, в тому числі «Концерт у міксолідійському ладу»
- 4 твори для скрипки з оркестром

Камерна музика
- скрипкова і фортепіанна сонати
- варіації для гітари
- 6 струнних квартетів та інші твори для струнних ансамблів

Вокальні і хорові твори
- в тому числі кантата «Christus» на власні тексти